# Cristo en el Monte de los Olivos (Mantegna)
Cristo en el Monte de los Olivos (también conocido como Agonía en el Jardín de Getsemaní) es un cuadro del pintor Andrea Mantegna, realizado en 1460, que se encuentra en la National Gallery de Londres, con número de inventario NG1417. 

## El tema
La obra forma parte de un episodio de la vida de Jesús de Nazaret, que está reflejado en los cuatro Evangelios. Describe la angustia de Jesús antes de ser detenido y que empiece la llamada pasión. Es extensamente representada en la historia del arte con obras de Fra Angelico, Botticelli, Bellini, Durero, El Greco, Correggio o Tintoretto.

## Descripción de la obra

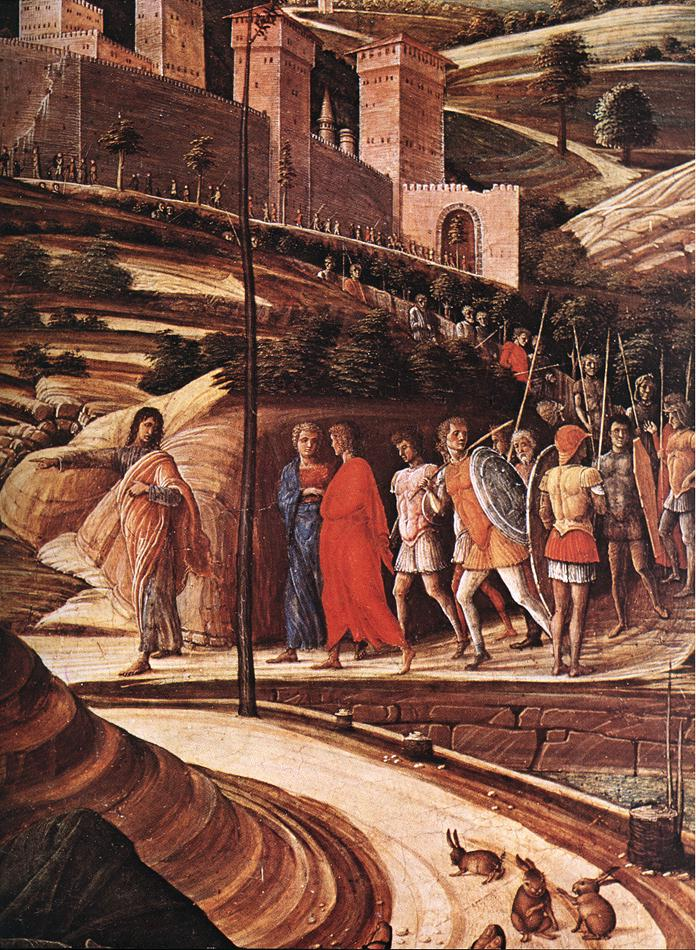
Oración en el huerto de Getsemaní (detalle), Andrea Mantegna

Cristo se encuentra rezando ante un grupo de querubines que sostienen en sus manos los instrumentos de su tortura y muerte. Su discípulo Judas Iscariote, que lo ha traicionado, conduce a un grupo de soldados desde Jerusalén para arrestarlo. Mientras tanto, sus discípulos Pedro, Juan y Santiago duermen.
Esta pintura refleja algunos de los temas artísticos que preocuparían a Mantegna a lo largo de su carrera. Le fascinaba el arte de la antigüedad clásica: los discípulos aquí parecen estatuas de emperadores romanos con togas. Uno yace con las piernas mirando hacia el espectador, una pose difícil de pintar; Mantegna disfrutó experimentando así con la capacidad de atraernos a la imagen.
También usa hábilmente el escenario del paisaje para contar la historia en una sola imagen, la marcha de los soldados desde las puertas de la ciudad creando drama y sugiriendo el paso del tiempo. Utiliza su pintura favorita de temple al huevo de secado rápido (pigmentos unidos con huevo) para realizar detalles minuciosos como los ladrillos individuales de las murallas de la ciudad.
La obra está estratificada en dos registros triangulares superpuestos limitados por una diagonal, muy propia de la pintura renacentista reflejada en otras obras de autores como Bellini o el propio Mantegna.